# Sandsjöfors
Sandsjöfors är en småort i Norra Sandsjö socken i Nässjö kommun belägen cirka 20 km från Nässjö, Eksjö, Vetlanda och Sävsjö.

## Befolkningsutveckling
| Befolkningsutvecklingen i Sandsjöfors 1960–2020                                                            | Befolkningsutvecklingen i Sandsjöfors 1960–2020 | Befolkningsutvecklingen i Sandsjöfors 1960–2020 | Befolkningsutvecklingen i Sandsjöfors 1960–2020 | Befolkningsutvecklingen i Sandsjöfors 1960–2020 |
| --- | ----------------------------------------------- | ----------------------------------------------- | ----------------------------------------------- | ----------------------------------------------- |
| |                                                 |                                                 |                                                 |                                                 |
| År |                                                 |                                                 | Folkmängd                                       | Areal (ha)                                      |
| 1960 | 1960                                            |                                                 | 184                                             | ¤                                               |
| 1965 | 1965                                            |                                                 | 212                                             |                                                 |
| 1970 | 1970                                            |                                                 | 225                                             |                                                 |
| 1975 | 1975                                            |                                                 | 240                                             |                                                 |
| 1980 | 1980                                            |                                                 | 237                                             | 36                                              |
| 1990 | 1990                                            |                                                 | 221                                             | 36                                              |
| 1995 | 1995                                            |                                                 | 186                                             | 36#                                             |
| 2000 | 2000                                            |                                                 | 172                                             | 36#                                             |
| 2005 | 2005                                            |                                                 | 155                                             | 37#                                             |
| 2010 | 2010                                            |                                                 | 157                                             | 34#                                             |
| 2015 | 2015                                            |                                                 | 164                                             | 38#                                             |
| 2020 | 2020                                            |                                                 | 146                                             | 37#                                             |
| Anm.: Ny tätort 1965. Upphörde som tätort 1995. ¤ Som tätortsbebyggelse med 150-199 invånare # Som småort. |                                                 |                                                 |                                                 |                                                 |

## Näringsliv
I Sandsjöfors finns Moelven och tidigare Rörvik Timbers sågverk.